# Christine Ishaque
Christine Pohl, coniugata Ishaque (Gießen, 3 marzo 1972), è un'ex cestista tedesca.

## Carriera
Con la Germania ha disputato tre edizioni dei Campionati europei (1995, 1997, 2005).